# 於福站
於福站（日语：／ Ofuku eki */?）是位於山口縣美禰市於福町下字則田，西日本旅客鐵道（JR西日本）的美禰線車站。

## 歷史
- 1920年（大正9年）10月30日 - 國有鐵道美禰輕便線延伸至重安站，此站啟用。
  - 當時車站位於山口縣美禰郡於福村（日语：於福村）於福下字則田。
- 1922年（大正11年）9月2日 - 不再稱呼為輕便線，美禰輕便線改名為美禰線（在1963年，日文寫法變為[1]）。
- 1924年（大正13年）3月23日 - 美禰線延伸至正明市站（現時：長門市站）。
- 1954年（昭和29年）3月31日 - 隨著美禰市（第一次）成立，車站地址變為山口縣美禰市於福町於福下字則田。
- 1956年（昭和31年） - 隨著町名改名，車站地址變為山口縣美禰市於福町下字則田。
- 1987年（昭和62年）4月1日 - 伴隨國鐵分割民營化，車站由西日本旅客鐵道（JR西日本）營運[1]。
- 2008年（平成20年）3月21日 - 隨著美禰市（第二次）成立，車站地址變成現時的地址。
- 2010年（平成22年）7月15日 - 因大雨使厚狹川泛濫，橋樑被沖毀，全線不能通行，此站暫停營業。
- 2011年（平成23年）9月26日 - 全線重開，此站重開。
- 2013年（平成25年）4月1日 - 車站大樓改裝，開設地域交流站。

## 車站構造
本站是地面車站，設有2面2線的相對式月台。此站是由長門鐵道部管理的無人車站。下行月台旁設有車站大樓，與上行月台之間設有跨線橋。車站內設有「於福地域交流站」，該處包括有會議室和和室，成為當地的公民館。此站沒有自動售票機。

### 月台
| 月台         | 路線    | 上下行 | 方向           |
| ------------ | ------- | ------ | -------------- |
| 車站大樓一方 | ■美禰線 | 下行   | 長門市方向     |
| 車站大樓對面 | ■美禰線 | 上行   | 美禰、厚狹方向 |

※在旅客資訊上沒有設定月台編號。

## 車站周邊
車站周邊設有村落。車站東邊設有國道316號。
- 美禰市立於福中學
- 美禰市立於福小學
- 於福郵局（日语：於福郵便局）
- 於福道之驛（日语：道の駅おふく）
- 於福溫泉（日语：於福温泉）
- 國道316號
- 厚狹川（日语：厚狭川）

## 利用狀況
以下為近年的乘車人次列表。
| 年度 | 1日平均 乘車人次 |
| ---- | ---------------- |
| 1999 | 92               |
| 2000 | 87               |
| 2001 | 79               |
| 2002 | 67               |
| 2003 | 51               |
| 2004 | 58               |
| 2005 | 49               |
| 2006 | 59               |
| 2007 | 61               |
| 2008 | 63               |
| 2009 | 67               |
| 2010 | 60               |
| 2011 | 80               |
| 2012 | 42               |
| 2013 | 48               |
| 2014 | 48               |
| 2015 | 55               |
| 2016 | 48               |
| 2017 | 38               |
| 2018 | 36               |
| 2019 | 30               |

## 相鄰車站
西日本旅客鐵道（JR西日本）
■美禰線
重安－於福－澀木

## 注腳
1. 1 2  歴史でめぐる鉄道全路線 国鉄・JR 7号、21頁
2. ↑  山口県統計年鑑 （页面存档备份，存于）（日語） - 山口縣

## 外部連結
- 於福｜車站資訊：JR出門網 - 西日本旅客鐵道（日語）